# اريك غريغ
اريك غريغ (بالإنجليزية: Eric Gregg)‏ هو حكم كرة قاعدة ‏ أمريكي، ولد في 18 مايو 1951 في فيلادلفيا في الولايات المتحدة، وتوفي بنفس المكان في 5 يونيو 2006 بسبب سكتة.